# 圣乔治-莫尔杰托
圣乔治-莫尔杰托（義大利語：San Giorgio Morgeto）是意大利雷焦卡拉布里亚广域市的一个市镇。总面积35平方公里，人口3288人，人口密度93.9人/平方公里（2009年）。ISTAT代码为080071。